# Мала Фуча
Ма́ла Фу́ча (болг. Мала Фуча) — село в Кюстендильській області Болгарії. Входить до складу общини Бобов-Дол.

## Населення
За даними перепису населення 2011 року у селі проживали 145 осіб, усі — болгари.
Розподіл населення за віком у 2011 році:
Динаміка населення: